# Günter Perl
Günter Perl (* 23. Dezember 1969 in München) ist ein ehemaliger deutscher Fußballschiedsrichter und heutiger Videoschiedsrichter.

## Karriere
Er war seit 1996 DFB-Schiedsrichter für den MSV München. Seit 1998 leitete er Spiele der Zweiten Liga und seit 2005 Spiele der Bundesliga. Mit der Partie 1. FC Kaiserslautern gegen den MSV Duisburg am 13. August 2005 gab er sein Bundesligadebüt. Seine letztes Spiel als Schiedsrichter in der Bundesliga leitete Perl am 20. Mai 2017 als Borussia Dortmund Werder Bremen empfing, da er die damals vom DFB geltende Altersgrenze von 47 Jahren erreicht hatte. Insgesamt leitete er 180 Bundesligaspiele. Seit dem Ende seiner aktiven Schiedsrichterkarriere ist er als Videoschiedsrichter aktiv.

## Privates
Perl, hauptberuflich Groß- und Außenhandelskaufmann, lebt in der bayerischen Gemeinde Pullach im Isartal. Er ist verheiratet und hat zwei Söhne.